# جوردن يونغر
جوردن يونغر (بالإنجليزية: Jordan Younger)‏ هو لاعب كرة قدم أمريكية ولاعب كرة قدم كندية أمريكي، ولد في 24 يناير 1978 في ترنتون في الولايات المتحدة.